# Tom Cooper (Fußballspieler)
Thomas „Tom“ Cooper (* 9. April 1904 in Fenton; † 25. Juni 1940 in Aldeburgh) war ein englischer Fußballspieler. Als linker Verteidiger absolvierte er vor dem Zweiten Weltkrieg 393 Erstligaspiele für Derby County und den FC Liverpool. Darüber hinaus bestritt er zwischen 1927 und 1934 insgesamt 15 A-Länderspiele für England.

## Sportlicher Werdegang
Cooper wuchs in der englischen Stadt Stoke-on-Trent auf und spielte dort Fußball für kleine Vereine wie Longton und Trentham, bevor ihn im August 1924 der Zweitligist Port Vale für die Ablösesumme von 20 Pfund verpflichtete. Dort absolvierte er 21 Ligapartien in der Saison 1924/25 und nach weiteren elf Einsätzen wechselte er noch vor Ablauf der folgenden Spielzeit 1925/26 für 2500 Pfund im März 1926 zum Ligakonkurrenten Derby County.
In den restlichen Begegnungen sorgte Cooper mit dafür, dass den „Rams“ als Vizemeister der unmittelbare Aufstieg in die höchste englische Spielklasse gelang. Im weiteren Verlauf etablierte sich Cooper auf der Position des rechten Verteidigers und überzeugte gleichsam durch Zweikampfstärke und mit Passqualitäten. Dies führte auch dazu, dass er am 22. Oktober 1927 gegen eine Auswahl Nordirlands in der englischen A-Nationalmannschaft debütierte – das erste von insgesamt 15 Länderspielen bis 1934 endete mit einer 0:2-Niederlage. Bis Ende 1934 etablierte sich Cooper mit Derby County in der höchsten englischen Spielklasse und der größte Erfolg war die Vizemeisterschaft in der Saison 1929/30. Ab 1931 führte Cooper das Team als Kapitän an, bevor er im Dezember 1934 für eine Ablösesumme von 7500 Pfund beim ebenfalls erstklassigen FC Liverpool anheuerte.
Als hochkarätiger Neuzugang wuchsen die Erwartungen in Liverpool, zumal mit Ernie Blenkinsop ein weiterer Ex-Nationalspieler auf der linken Seite den Abwehrverbund komplettierte. Die beiden pflegten sich in der Folgezeit die Kapitänsrolle zu teilen, bevor Cooper ab 1937 nach Blenkinsops Weggang die Aufgabe komplett übernahm. Der aufgrund seiner hellen Haarfarbe bei den Fans als „Schneeball“ betitelte Cooper hatte im Verlauf seiner Karriere immer wieder mal mit Verletzungssorgen zu kämpfen und musste Knorpeloperationen an beiden Knien über sich ergehen lassen. Dennoch absolvierte er nach seinem Einstand gegen den FC Chelsea am 8. Dezember 1934, bei dem er Willie Steel verdrängte, 127 von 168 Erstligapartien in den vier Spielzeiten zwischen 1935/36 und 1938/39. Der Ausbruch des Zweiten Weltkriegs und die anschließende Aussetzung des offiziellen Spielbetriebs beendete dann faktisch seine Profifußballerlaufbahn. Er absolvierte noch neun Partien in der Kriegsspielsaison 1939/40, wobei er seinen letzten Auftritt am 6. April 1940 gegen Stoke City hatte. Darüber hinaus war Cooper ein passionierter Golfer gewesen und er gewann mehrfach Wettstreite in der Region Merseyside unter Fußballern.
Knapp drei Monate nach seinem letzten Liverpool-Einsatz verstarb Cooper im Alter von nur 36 Jahren bei einem Motorradunfall in Aldeburgh. Er diente zu dem Zeitpunkt als Sergeant des King’s Regiments der Militärpolizei und kollidierte mit einem Doppeldeckerbus.